# Masanori Suzuki
Masanori Suzuki (Tokio, 15 september 1968) is een voormalig Japans voetballer.

## Carrière
Masanori Suzuki speelde tussen 1991 en 1997 voor Toshiba en Júbilo Iwata.